# Julien Le Devedec

a Compétitions nationales et continentales officielles uniquement.

b Matchs officiels uniquement.
Dernière mise à jour le 4 octobre 2021.
Julien Le Devedec, né le 4 juin 1986 à Sainte-Foy-la-Grande, est un joueur international français de rugby à XV qui évolue aux postes de deuxième ligne et de troisième ligne centre.

## Biographie
Julien Le Devedec est formé au Stade toulousain où il évolue jusqu'en 2010. Le 25 juin 2006, à Clermont-Ferrand, il est champion du monde des moins de 21 ans avec l'équipe de France. Lors de la finale, il remplace Denys Drozdz. Il se rompt les ligaments croisés du genou droit lors d'un match d'un championnat contre Biarritz, disputé à Toulouse le 3 septembre 2006. Cette grave blessure entrave alors sa progression.

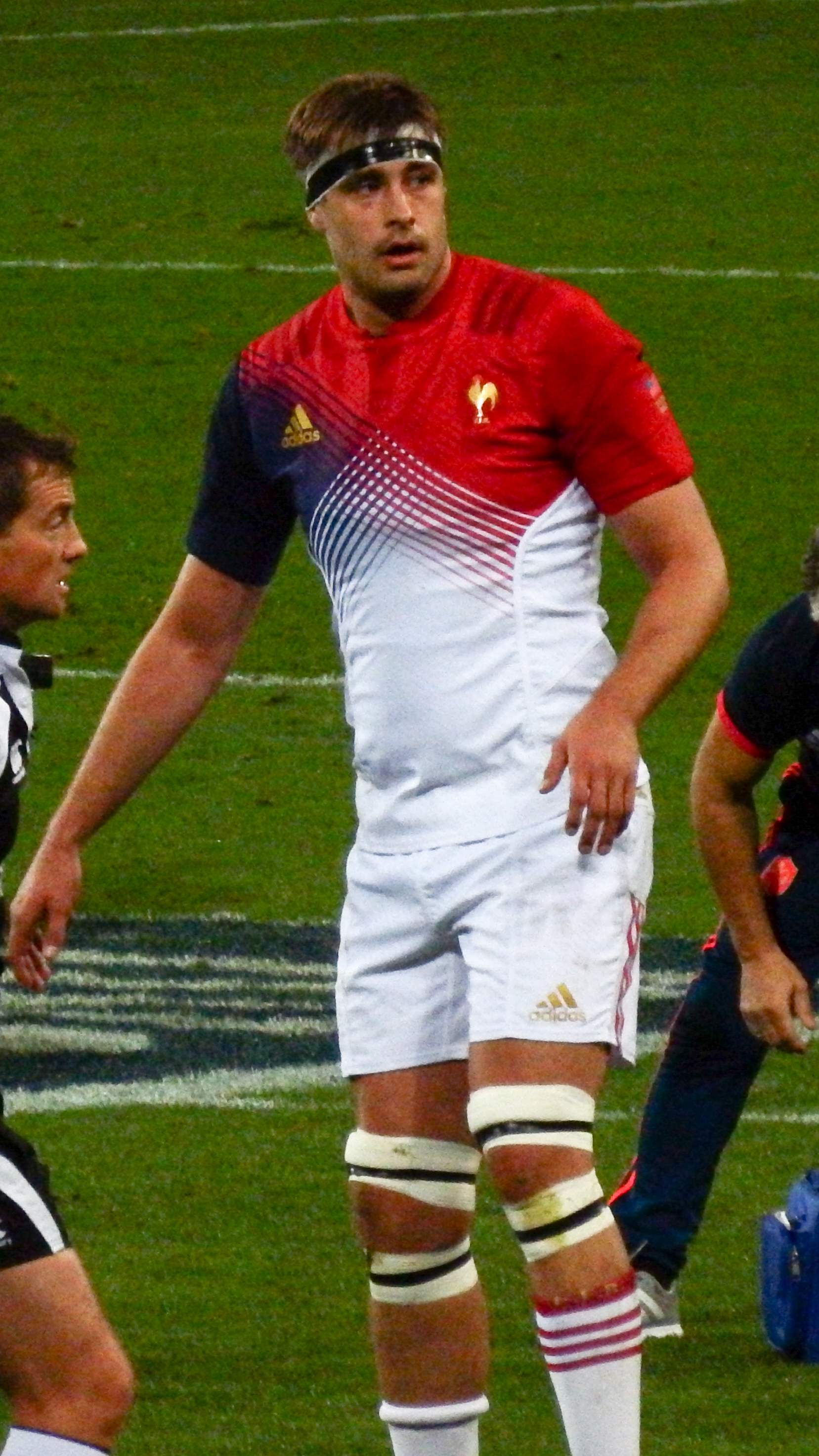
Julien Le Devedec sous le maillot de l'équipe de France en novembre 2016.

De 2010 à 2014, il évolue au sein du CA Brive Corrèze Limousin. En janvier 2014, il signe un contrat de deux ans avec l'Union Bordeaux Bègles qu'il rejoindra en fin de saison. Sa famille est à Sainte-Foy-la-Grande, il est supporter des Girondins de Bordeaux[réf. nécessaire]. Même s'il était encore sous contrat pour deux saisons supplémentaires, le joueur avait une clause de sortie dans son contrat que le club briviste essayait de faire sauter pour sécuriser un cadre de l'équipe ; la clause a malgré tout été activée[réf. nécessaire].
En novembre 2014, il est sélectionné dans l'équipe des Barbarians français pour affronter la Namibie au Stade Mayol de Toulon.

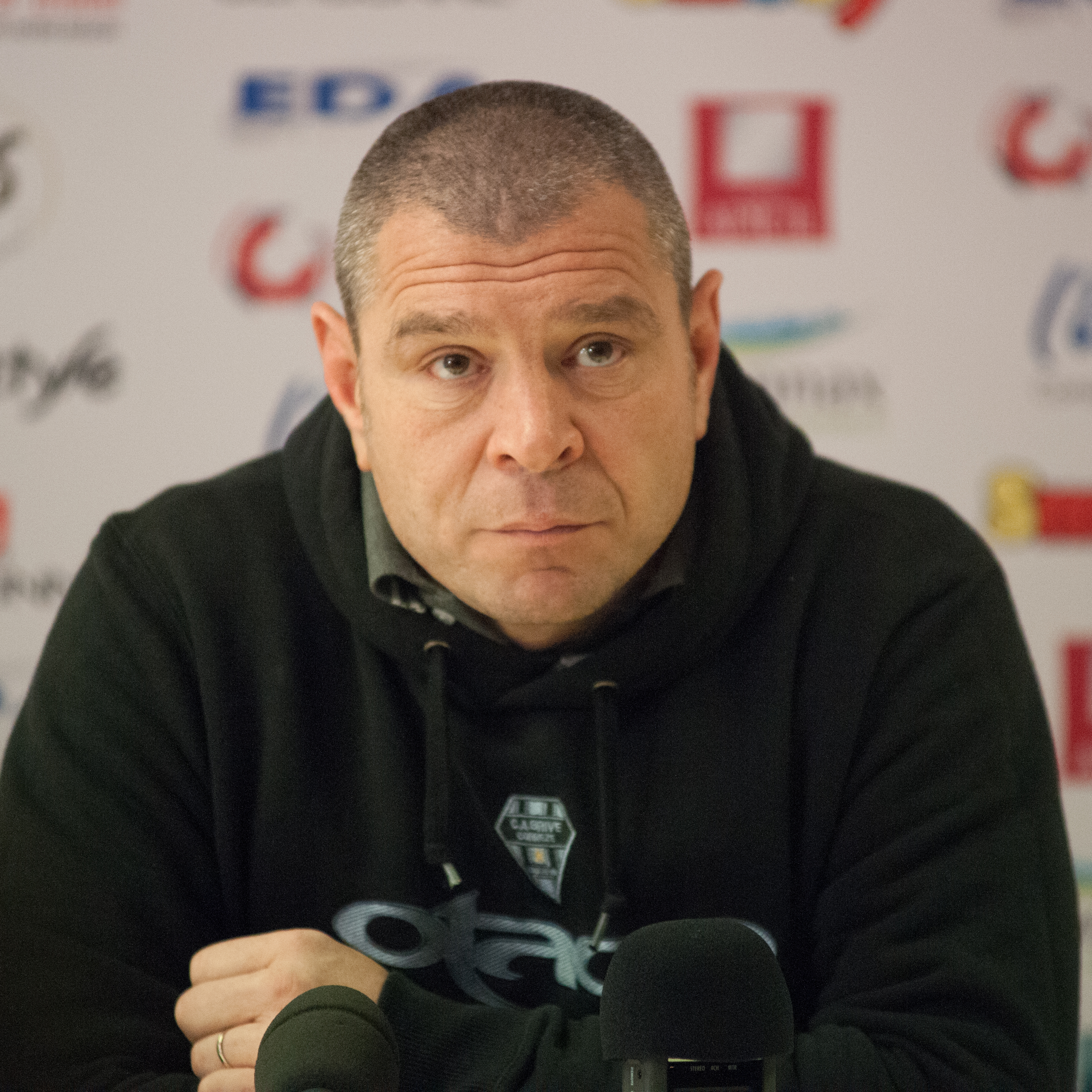
Didier Casadeï, ici en 2013, est l'entraîneur de Julien Le Devedec de 2010 à 2014, puis de nouveau de 2016 à 2018.

Deux saisons plus tard, il signe en mai 2016 un contrat de trois ans en faveur du CA Brive.
Il fait partie du premier groupe de dix-sept joueurs sélectionnés pour la tournée de l'équipe de France de juin 2016 en Argentine. Il est retenu par le sélectionneur Guy Novès en tant que titulaire lors du premier test face aux Pumas où la France s'incline sur le score de 30 à 19 puis lors du second test match, toujours face aux Pumas, remporté par la France 0 à 27. Il forme alors une paire de novice avec William Demotte. Il est reconduit pour le second test, victorieux, auprès du capitaine Yoann Maestri.
Lors de la tournée d'automne 2016, Le Devedec est titularisé pour le premier match face aux Samoa, puis participe aux deux rencontres suivantes contre l'Australie et la Nouvelle-Zélande en tant que remplaçant.
Il découvre le Tournoi des Six Nations lors de l'édition 2017.
À l'issue de la saison 2017-2018, il rejoint l'effectif du MHR à la suite de la descente de Brive en Pro D2. Le 4 février 2020, en manque de temps de jeu au MHR, il quitte le club avec effet immédiat pour rejoindre le Provence rugby en Pro D2.
Il cumule à son actif 11 sélections en équipe de France.
En 2021, il met un terme à sa carrière et devient entraîneur de la touche de Provence rugby. En 2022, il rejoint l'ASM Clermont Auvergne en Top 14 pour occuper le même poste au sein de l'encadrement dirigé par Jono Gibbes. Pour la saison suivante, le nouveau manager Christophe Urios remanie l'encadrement et ne conserve pas Julien Le Devedec.
Julien Le Devedec rejoint le staff du Club athlétique Périgueux Dordogne, en 2023 promu en Championnat de France de rugby à XV de Nationale avec le nouvel entraîneur du club Didier Casadei.

## Palmarès

### En club
- Stade toulousain
  - Vainqueur du Challenge Gaudermen en 2003
  - Vainqueur du Championnat de France Crabos en 2004 et 2005
  - Finaliste du Championnat de France en 2006
  - Vainqueur du Championnat de France en 2008

### En sélection nationale
- Équipe de France -21 ans :
  - 2006 : champion du monde en France (5 sélections, 1 comme titulaire)[1].
- Équipe de France -19 ans : 
  - Participation au championnat du monde 2005 en Afrique du Sud : 3 sélections (Australie, Afrique du Sud, Pays de Galles)[réf. nécessaire].
  - 6 sélections en 2004-2005[réf. nécessaire].
- Équipe de France -18 ans :
  - 3 sélections en 2004 (Écosse, Irlande, Angleterre)[réf. nécessaire].